# Rudnik bakra Škofje pri Planini
Rudnik pod Škofjem na Cerkljanskem ima zgodovino rudarstva, ki seže v 15. in 16. stoletje, s prvim zabeleženim rudnikom leta 1738. V 19. stoletju so se rudarske dejavnosti razširile, a zaradi težav z izkopom bakrove rude so jih morali leta 1872 prekiniti. Po več poskusih ponovnega zagona v 20. stoletju je bil rudnik dokončno zaprt zaradi pomanjkanja ekonomske izvedljivosti. Danes so vsi vhodi v rudnik zasuti, s kapelico svete Barbare pri podjetju EMOK v Planini pri Cerknem pa ostaja edini spomenik cerkljanskega rudarstva.

### Zgodovina
Glede na nekatere rudarske dnevnik, rudarstvo na cerkljanskem sega že v 15. in 16. stoletje. V zgodovini se kot začetek rudnika pod Škofjem omenja leta 1738. Takrat so odprli Karolijev rov, a so ga kmalu za tem zaprli in opustili. Leta 1851 je bila ustanovljena rudarska združba Škofje za iskanje in pridobivanje bakrovih rud. Raziskave so na začetku potekale ob potoku Hobovščica. Kmalu za tem pa so odprli nov rov. Okrog leta 1856 se je rudnik začel pospešeno širiti. Odprli so Cesarski rudnik, ki se je nahajal pod Škofjem, rov Zofija v Novinah in rudnik Mala Gospojna v dolini Hobovščice. leta 1864 so v dolini Kopačnice zgradili napravo za predelavo rude, kar je precej pospešilo rast rudnikov v lasti Rudarske združbe Škofje. V topilnico so vozili predvsem rudo iz Cesarskega rudnika in rudnika v dolini Hobovščice. Zaradi pomakanja večjih rudnih teles in splošne gospodarske krize so morali proti koncu leta 1872 z rudarskimi deli prenehati. V tem času se nakopali skoraj 86 tisoč ton bakrove rude natopili pa 877 ton bakra.
Ponoven začetek raziskovalnih del je leta 1908 poskušal doseči Alojz Sušnik (trgovec iz Ljubljane), vendar so se opustile vse dejavnosti v začetku 1. svetovne vojne.
Po okupaciji so rudnik ponovno zagnali Italijani. Nekaj let pred 2. svetovno vojno je rudnik prevzela Italijanska družba S.A. Richerche minerali ferrosi Rimmiferr, s sedežem v Genovi. Ponovno so odprli Cesarski rudnik pod Škofjem in ga ponovno zagnali. Preimenovali so ga v Jama Škofje. Leta 1940 je rudnik prevzela družba Alpina iz Trsta. Pod lastništvom te družbe je obratoval do 8. septembra 1943, skupno pa proizvedel le 2000 ton bakrove rude. Med 2. svetovno vojno, proti koncu leta 1943 je 2. četa 1. bataljona požgala in uničila rudnik.
Po vojni leta 1966 je Geološki zavod je rudnik ponovno odprl, vendar so po več raziskavah ugotovili, da bakrove rude zmanjkuje obenem pa še porudna tektonika otežuje izkop. Rudnik so zaprli, saj bi bil izkop rude negospodaren.
Rudnik pod Škofjem je imel več vhodov, vendar so danes vsi zasuti. Eden je bil tik ob Šmičkarjevi hiši. Bolj znan pa je vhod pri podjetju EMOK v Planini pri Cerknem, kjer še danes stoji kapelica svete Barbare, zavetnice rudarjev, ki pa je še edini spomenik, ki nas spominja o delovanju rudarske dejavnosti na Cerkljanskem. 